# Adonisea graefiana
Adonisea graefiana är en fjärilsart som beskrevs av Johann Gottlieb Otto Tepper 1883. Adonisea graefiana ingår i släktet Adonisea och familjen nattflyn. Inga underarter finns listade i Catalogue of Life.